# Трудовые резервы (стадион, Белая Церковь)
«Трудовы́е резе́рвы» (укр. Трудові резерви) — футбольный стадион, расположенный в украинском городе Белая Церковь. Вместимость 13 500 человек. Домашняя арена клуба «Арсенал-Киевщина».

## Расположение
Расположен в историческом районе Грузия, в котором было много еврейских землянок, напоминавших грузинские дома по форме. Построен на месте еврейского кладбища.

## Адрес
09100, Белая Церковь, ул. Ярмакова, дом 4.